# Mark Bampfylde, 7. Baron Poltimore
Mark Coplestone Bampfylde, 7. Baron Poltimore  (* 8. Juni 1957) ist ein britischer Peer und parteiloser Politiker.

## Leben und Karriere
Bampfylde wurde am 8. Juni 1957 als einziger Sohn von Captain Hon. Anthony Gerard Hugh Bampfylde (1920–1969) und dessen Frau Brita Yvonne Cederström als eines von drei Geschwistern geboren. Er besuchte das Radley College. Später wurde er beim Auktionshaus Christie’s tätig. Dort war er 1984 Associate Director der Bilderabteilung. Von 1987 bis 1997 war er Direktor und Leiter der Abteilung für Bilder des 19. Jahrhunderts. Bei  Christie’s Australia plc war er von 1997 bis 2000 Vorsitzender (Chairman) und von 1998 bis 2000 stellvertretender Vorsitzender (Deputy Chairman)  von Christie’s Europe. Von 2000 bis 2002 war Bampfylde Managing Director (Md) des e-auction room.
Im Anschluss war er bei Sotheby’s tätig. 2002 war er Senior Director. Von 2004 bis 2006 war er Vorsitzender für Bilder des 19. und 20. Jahrhunderts. Bei Sotheby’s UK war er von 2006 bis 2008 Vorsitzender. Seit 2008 ist er Vorsitzender von Sotheby’s Russia und stellvertretender Vorsitzender  von Sotheby’s Europe. Bampfylde war auch Vorsitzender der UK Friends of Bundanon.
Bampfylde gehört der Hereditary Peerage Association nicht an. Er ist im Besitz des Anwesens Court Hall, das heute ein Hotel ist.

## Mitgliedschaft im House of Lords
Beim Tod seines Großvaters Hugh Bampfylde, 6. Baron Poltimore 1978 erbte er dessen Titel als Baron Poltimore und den damals damit verbundenen Sitz im House of Lords. Am 25. November 1986 hielt er seine Antrittsrede.
Seinen Sitz verlor er durch den House of Lords Act 1999. Für einen der verbleibenden Sitze trat er nicht an.
Er ist nicht im  Register of Hereditary Peers verzeichnet.

## Familie
Bampfylde heiratete am 12. Juni 1982 Sally Anne Miles, die Tochter von Dr. Norman Miles.
Sie haben zusammen drei Kinder, eine Tochter und zwei Söhne.

## Veröffentlichungen
- Popular Nineteenth Century Painting: A Dictionary of European Genre Painters, Antique Collectors’ Club Ltd, 1986, ISBN 978-1-85149-011-0 (mit Philip Hook)